# 锦鸡儿
锦鸡儿（学名：Caragana sinica）为豆科锦鸡儿属下的一个种。其种加词sinica，意为“中华的”。